# Winona (Missouri)
Winona – miasto w Stanach Zjednoczonych, w stanie Missouri, w hrabstwie Shannon.